# Kanton Armagnac-Ténarèze
Der Kanton Armagnac-Ténarèze ist seit 2015 ein französischer Kanton in der Region Okzitanien. Er liegt im Arrondissement Condom des Départements Gers. Der Sitz der Verwaltung befindet sich in der Gemeinde Eauze.

## Geographie
Der Kanton liegt im Norden des Départements Gers; er hat seinen Namen von der historischen Weinbau-Region Armagnac und vom ehemals bedeutenden Viehtriftweg der Ténarèze. 

## Geschichte
Der Kanton wurde am 22. März 2015 im Rahmen der Neugliederung der Kantone neu geschaffen. Seine Gemeinden gehörten bis 2015 zu den Kantonen Montréal (9 Gemeinden), Condom (5 Gemeinden) und Eauze (2 Gemeinden). Mit der Fusion von Castelnau-d’Auzan und Labarrère zur neuen Gemeinde Castelnau d’Auzan Labarrère sank die Anzahl Gemeinden auf 1. Januar 2016 auf nur noch 15 Gemeinden.  

## Gemeinden
Der Kanton besteht aus 15 Gemeinden mit insgesamt 10.450 Einwohnern (Stand: 1. Januar 2022) auf einer Gesamtfläche von 365,68 km²:
| Gemeinde                    | Einwohner 1. Januar 2022 | Fläche km² | Dichte Einw./km² | Code INSEE | Postleitzahl |
| --------------------------- | ------------------------ | ---------- | ---------------- | ---------- | ------------ |
| Beaumont                    | 125                      | 7,56       | 17               | 32037      | 32100        |
| Bretagne-d’Armagnac         | 400                      | 12,35      | 32               | 32064      | 32800        |
| Castelnau d’Auzan Labarrère | 1.185                    | 56,78      | 21               | 32079      | 32440        |
| Cassaigne                   | 227                      | 8,58       | 26               | 32075      | 32100        |
| Cazeneuve                   | 170                      | 8,31       | 20               | 32100      | 32800        |
| Eauze                       | 4.060                    | 69,86      | 58               | 32119      | 32800        |
| Fourcès                     | 261                      | 23,72      | 11               | 32133      | 32250        |
| Gondrin                     | 1.179                    | 34,76      | 34               | 32149      | 32330        |
| Lagraulet-du-Gers           | 559                      | 27,22      | 21               | 32180      | 32330        |
| Larressingle                | 213                      | 8,55       | 25               | 32194      | 32100        |
| Larroque-sur-l’Osse         | 218                      | 15,07      | 14               | 32197      | 32100        |
| Lauraët                     | 247                      | 12,71      | 19               | 32203      | 32330        |
| Mansencôme                  | 45                       | 4,05       | 11               | 32230      | 32310        |
| Montréal                    | 1.176                    | 63,05      | 19               | 32290      | 32250        |
| Mouchan                     | 385                      | 13,11      | 29               | 32292      | 32330        |
| Kanton Armagnac-Ténarèze    | 10.450                   | 365,68     | 29               | 3202       | –            |

## Veränderungen im Gemeindebestand seit der landesweiten Neuordnung der Kantone
2016: Fusion Castelnau-d’Auzan und Labarrère → Castelnau d’Auzan Labarrère

## Wahlen zum Rat des Départements Gers
Bei den Wahlen am 22. März 2015 erzielte keine Partei die Mehrheit. Bei der Stichwahl im 2. Wahlgang am 29. März 2015 gewann das Gespann Patricia Esperon/Michel Gabas (UMP) gegen Nicolas Labeyrie/Carole Rolando (PS) und Thomas Guasch/Stéphanie Langui (FN) mit einem Stimmenanteil von 42,18 % (Wahlbeteiligung:67,23 %).